# Hans Andreae
Hans Andreae (eigentlich Johann Valentin Andreae, * 24. Mai 1908 in Zürich; † 29. Oktober 1978 ebenda) war ein Schweizer Pianist, Cembalist, Organist und Musikpädagoge.

## Leben und Werk
Hans Andreae wurde als Sohn des Schweizer Dirigenten, Komponisten und Leiter des Zürcher Konservatoriums Volkmar Andreae und dessen Frau Elisabeth (geborene Landis) 1908 in Zürich geboren.  Er hatte zwei Schwestern, Ruth und Marianne. Sein Urgrossvater war der Apotheker Heinrich Volkmar Andreae.
Seine Eltern liessen Hans Andreae ab seinem fünften Lebensjahr bei Annie Peter Geige lernen. Da er jedoch das Klavier bevorzugte, nahm er ab seinem achten Lebensjahr bei Anna Lorch Klavierunterricht. Sehr früh zeigte er eine grosse Liebe für Improvisationen.
Nach Abschluss des Gymnasiums mit den Schwerpunkten Mathematik und Physik zögerte er, beruflich in Richtung der Musik zu gehen. Er befürchtete, nicht aus dem Schatten seines Vaters heraustreten zu können, der damals Dirigent des Orchesters der Tonhalle Zürich (1906–1949) war und das Zürcher Konservatorium leitete (1914–1939). Sein Onkel Charles Andreae riet ihm jedoch davon ab, weiter in Richtung Physik und Mathematik zu gehen. Da er intensiv an sozialen Kontakten interessiert war, überlegte er, Medizin oder insbesondere Psychiatrie zu studieren. Er verwarf auch diese Idee und studierte zunächst einige Semester Jura. Gleichzeitig studierte er in der Konzertausbildungsklasse des Konservatoriums Zürich von Walter Frey. Am 12. Oktober 1929 spielte er während des Abschlusskonzerts im grossen Saal des Konservatoriums unter der Leitung von Hermann Hofmann mit grossem Erfolg das Konzertstück von Carl Maria von Weber. Jetzt entschied er sich für die Musik und wechselte zu Eduard Erdmann (Klavier) und Philipp Jarnach (Kontrapunkt) an die Musikhochschule Köln, wo sein Vater von 1897 bis 1900 auch studiert hatte. Hier erlangte er 1933 sein Konzertdiplom.
1935 wurde er zum Professor für Klavier und Cembalo am Zürcher Konservatorium ernannt. Diese Position hatte er bis Herbst 1978 kurz vor seinem Tod inne. In der Zwischenzeit perfektionierte er sich vor allem auf Betreiben von Willem de Boer, dem ersten Geiger des Zürcher Tonhalle-Orchesters, am Cembalo und wurde vom Tonhalle-Orchester als Cembalist und Pianist engagiert. Im Laufe der Jahre konzentrierte er sich zunehmend auf alte Instrumente und gab Konzerte auf dem Cembalo, dem Spinett, dem Clavichord, dem Orgelpositiv und dem «Mozart-Flügel». Seine Partner bei solchen Projekten waren der Flötist André Jaunet, der Violinist Rudolf Baumgartner und die Gambisten Kurt Hamberger und Karl Maria Schwamberger. Als Mitglied des «Zürcher Kammertrios» trat er mit Rudolf Baumgartner an der Violine und Karl Maria Schwamberger an der Viola da Gamba auf. Er gab häufig Konzerte in Österreich und knüpfte dort zahlreiche Kontakte. Er unternahm so beispielsweise mit Wolfgang und Hedy von Karajan einige Konzertreisen in die Vereinigten Staaten. 1950 war Hans Andreae mit Wolfgang von Karajan und seiner Frau Hedy Gründungsmitglied des „Orgel-Ensemble Wolfgang von Karajan“, das mit drei Orgelpositiven auftrat.
Zu den Erstaufführungen Hans Andreaes gehören die Petite symphonie concertante für Harfe, Cembalo, Klavier und zwei Streichorchester von Frank Martin, das Konzert für Cembalo und Kammerorchester von Peter Mieg und das Concertino für zwei Flöten, Cembalo und Streichorchester von Willy Burkhard.

### Privates
1936 heiratete Hans Andreae die Pianistin Lis Keller. Ihr Sohn Marc wurde Dirigent. Nach der Scheidung heiratete er 1952 Rosmarie Metzenthin, die durch ihre 1951 gegründete Theaterschule und ihre Tätigkeit im Bereich des Kindertheaters bekannt wurde. Aus der zweiten Ehe stammen ein Sohn, Andreas, und zwei Töchter, Angelika und Bettina.